# 良六世
教宗良六世（拉丁語：Leo PP. VI；880年—928年）是一位罗马人，928年5月或6月接替教宗若望十世（914年3月或4月－928年5月或6月在位）出任教宗。他於928年5月或6月－928年12月或929年1月在位教宗，由教宗德範七世（929年1月至931年2月在位）接替。他是PrimiceriusChristopher的儿子，并在被选为教宗之前拥有圣苏撒纳堂區領銜司铎头衔。

## 譯名列表
- 见教宗良一世